# Capela de São Pedro, Santa Cruz
A Capela de São Pedro, era um templo vincular instituído por João Escórcio Drumond pelo ano de 1480 na Madeira, a representar o Santo São Pedro junto da Ribeira da Boaventura. Posteriormente em 1772 devido ao aluvião teve que ser reconstruída pelas esmolas do povo sob a ação e orientação do Cura da freguesia Padre Pedro João Martins, sendo nessa altura adquirida a nova imagem do Santo que ainda atualmente é ali venerada, achando-se num bom estado de conservação.

## Localização Geográfica
Esta capela, localizada próximo da Ribeira da Boaventura, em Santa cruz, era um templo vincular instituído por João Escórcio Drumond, que aconteceu: “pelo ano de 1480 na Madeira , junto da dita ribeira, onde mandou levantar a referida Capela pelo ano de 1500.” Ferreira,Manuel.

## História
Em 1538 os Reverendos Jordão Jorge e Álvaro Dias, disseram o seguinte : “ Fomos visitar a Igreja de São Pedro , igreja grande e boa , que está na Ribeira da Boaventura  e fomos Informados que tem uma propriedade junto, contíguo, e alguns encargos; mandamos ao Vigário ou Cura da dita Igreja Matriz que da publicação deste a um mês faça medir e demarcar a terra que tem de redor da dita Igreja e o lance no cartório da dita Igreja que da publicação deste a um mês faça medir e demarcar a terra que tem de redor da dita igreja e o lance no cartório da dita Igreja.” Ferreira Manuel.
O inventário de 1730 mostra as peças sacras na Capela na altura: “Um cálice de prata , com patena e colheirinha, que tudo pesa dois marcos, cinco onças e uma oitava. Dois castiçais de prata, que pesam, sem almas, quatro onças e quatro oitavas. Um crucifixo de marfim, que deu Ana de Sá.”Ferreira,Manuel
No dia 7 de Janeiro de 1772, choveu vinte e quatro horas na qual a ribeira que estava junto á capela tinha um imenso caudal de agua , pedras e as encostas das suas margens e arrastavam consigo tudo o que encontravam. Nesse dia foi tão grande o aluvião que levou para o mar a Capela de São Pedro. “A Capela atualmente existente em Santa Cruz foi construída com esmolas do povo sob a ação e orientação do Cura da freguesia Padre Pedro João Martins, sendo nessa altura adquirida a nova imagem do Santo que ainda atualmente é ali venerada, achando-se num bom estado de conservação.”  Ferreira,Manuel

## Capela
A capela que hoje existe foi edificada sob orientação do Padre João Martins, através das contribuições do povo, em 1793. A imagem de São Pedro é talvez dos finais do século XVIII.  Esta capela foi alvo de várias remodelações nos anos 20 do século XX, quer no interior, quer no exterior que levaram a descaracterização deste edifício. Estamos perante edifício de linhas simples, característica das capelas madeirenses do século XVII e XVIII, de traça Tardo – maneirista, do qual nada se conhece relativamente à autoria do projeto ou do construtor da capela. Trata-se de um edifício de planta longitudinal composta por nave única e capela-mor (mais estreita que o restante edifício) e atualmente da mesma altura.
Tendo em conta a análise feita á capela: “A sacristia encontra-se adossada à fachada lateral esquerda. A fachada principal, e voltada a Sul, termina em empena, e é rasgada por um portal de arco e janela de volta perfeita, encimado por uma cornija. A fachada lateral esquerda é cega, e a fachada lateral direita possui um portal em arco de volta perfeito, na nave, assim como uma janela na capela – mor. O interior da capela é completamente descaracterizado e desprovido de decoração. Do seu interior foram removidos o coro alto de madeira, com acesso por escada de caracol, o púlpito do lado do Evangelho, as pinturas murais e as decorativas da cobertura, assim como o retábulo de talha dourada. A tela da sacristia figurando o “O regresso do filho pródigo” constitui uma cópia de uma de Rembrandt (de 1666 e 1669 e atualmente no Museu de Eremitage, em São Petersburgo).” Morna,Filipa.